# Yuzo Funakoshi
Yuzo Funakoshi (船越 優蔵?, Funakoshi Yuzo; Prefettura di Hyōgo, 12 giugno 1977) è un ex calciatore giapponese, di ruolo attaccante.